# Nyikita Jakovlevics Bicsurin
Nyikita Jakovlevics Bicsurin (Никита Яковлевич Бичурин; 1777. augusztus 29. – 1853. május 11.; kínai neve pinjin hangsúlyjelekkel: Bǐqiūlín; magyar népszerű: Pi-csiu-lin; kínaiul: 比丘林), szerzetesi nevén: Jakinf (Иакинф; kínai neve pinjin hangsúlyjelekkel: Yǐāqīntè; magyar népszerű: Ji-a-csin-tö; hagyományos kínai: 乙阿欽特; egyszerűsített kínai: 乙阿钦特, latinul: Hyacinth, magyarul: Jácint) csuvas származású szerzetes, sinológus, az orosz sinológiai kutatások egyik megalapítója.

## Élete
Bicsurin hosszú ideig az orosz misszió vezetője volt Kínában. Előképzettség nélkül szakismereteit is ott. 1828-tól kezdve jelentek meg kínai, mongol és tibeti tárgyú írásai. Tizennégy évet töltött Kínában, és leginkább a nyelv és történelem érdekelte. 1829-ben ő vetette fel először, hogy a Kínai Turkesztán helyett alkalmasabb lenne a Kelet-Turkesztán fogalom bevezetése. 1837-ben ő alapította az Orosz Birodalom első kínai nyelvű iskoláját Kazanyban. Sinológia munkásságának elismeréseképpen az Orosz, a Német és a Francia Tudományos Akadémia is tagjává választotta.